# تویاش
تویاش (انگلیسی: Tuyash) یک شهرک در شهرستان میاکینسکی استان باشقیرستان کشور روسیه است.